# Raw Fury
Raw Fury AB är en svensk spelförläggare som specialiserat sig på förläggning av indiespel, baserad i Stockholm. Företaget grundades i februari 2015 av Gordon Van Dyke och Jonas Antonsson. 

## Historia
Företaget grundades i februari 2015 av Gordon Van Dyke, tidigare producent för EA DICE på de olika Battlefield-spelen, och Jonas Antonsson, fd biträdande chef för mobilspel för Paradox Interactive. Företaget tillkännagavs i april 2015 som en "utgivare för nisch- och indiespel", som kallar sig "UnPublisher" (sv. oförläggare), eftersom de har för avsikt att stödja utvecklare genom att "nedmontera hur förläggningprocesser traditionellt fungerar" och tillhandahålla stödjande tjänster som tjänar indiespelutveckling bättre.
I juli 2016 lämnade Karl Magnus Troedsson, företagsledare på EA DICE, studion för att bli partner och delägare på Raw Fury.

## Förläggningstitlar
| År   | Titel                            | Plattform(ar)                                                                                   | Utvecklare                          |
| ---- | -------------------------------- | ----------------------------------------------------------------------------------------------- | ----------------------------------- |
| 2015 | Kingdom                          | Windows, macOS, Linux                                                                           | Noio, Licorice                      |
| 2016 | Kathy Rain                       | Windows, macOS, Android, iOS                                                                    | Clifftop Games                      |
| 2016 | Kingdom: New Lands               | Windows, macOS, Linux, Xbox One, PlayStation 4, Nintendo Switch, Android, iOS                   | Noio                                |
| 2016 | Gonner                           | Windows, macOS, Linux, Xbox One, PlayStation 4, Nintendo Switch                                 | Art in Heart                        |
| 2017 | Tormentor X Punisher             | Windows, macOS                                                                                  | E-Studio                            |
| 2017 | Uurnog Uurnlimited               | Windows, macOS, Nintendo Switch                                                                 | Nifflas Games                       |
| 2018 | Dandara                          | Windows, macOS, Linux, Xbox One, PlayStation 4, Nintendo Switch, Android, iOS                   | Long Hat House                      |
| 2018 | Bad North                        | Windows, macOS, Xbox One, PlayStation 4, Nintendo Switch                                        | Plausible Concept                   |
| 2018 | Kingdom Two Crowns               | Windows, macOS, Linux, Xbox One, PlayStation 4, Nintendo Switch, Android, iOS                   | Fury Studios, Stumpysquid           |
| 2019 | Out There: Ω The Alliance        | Nintendo Switch                                                                                 | Mi-Clos Studio                      |
| 2019 | Whispers of a Machine            | Windows, macOS, Android, iOS                                                                    | Clifftop Games, Faravid Interactive |
| 2019 | Night Call                       | Windows, macOS, Xbox One, Nintendo Switch                                                       | Monkey Moon, Black Muffin           |
| 2019 | Bad North: Jotunn Edition        | Windows, macOS, Xbox One, PlayStation 4, Nintendo Switch, Android, iOS                          | Plausible Concept                   |
| 2019 | Mosaic                           | Windows, macOS, Xbox One, PlayStation 4, Nintendo Switch                                        | Krillbite Studio                    |
| 2020 | West of Dead                     | Windows, Xbox One, PlayStation 4, Nintendo Switch                                               | Upstream Arcade                     |
| 2020 | Star Renegades                   | Windows, Xbox One, PlayStation 4, Nintendo Switch                                               | Massive Damage, Inc                 |
| 2020 | GONNER2                          | Windows, macOS, Linux, Xbox One, PlayStation 4, Nintendo Switch                                 | Art in Heart                        |
| 2020 | Per Aspera                       | Windows, Meta Quest 2                                                                           | Tlön Industries                     |
| 2020 | Call of the Sea                  | Windows, Xbox One, Xbox Series X/S, PlayStation 4, PlayStation 5, Amazon Luna                   | Out of the Blue                     |
| 2020 | The Signifier                    | Windows, macOS                                                                                  | Playmestudio                        |
| 2020 | Atomicrops                       | Windows, Xbox One, PlayStation 4, Nintendo Switch                                               | Bird Bath Games                     |
| 2021 | The Longest Road on Earth        | Windows, Xbox One, Xbox Series X/S, PlayStation 4, PlayStation 5, Nintendo Switch, Android, iOS | Brainwash Gang, TLR Games           |
| 2021 | Backbone                         | Windows, macOS, PlayStation 4, PlayStation 5, Xbox One, Xbox Series X/S, Nintendo Switch        | EggNut                              |
| 2021 | Townscaper                       | Windows, macOS, Xbox Series X/S, Nintendo Switch, Android, iOS,                                 | Oskar Stålberg                      |
| 2021 | Sable                            | Windows, Xbox Series X/S, PlayStation 5                                                         | Shedworks                           |
| 2021 | Kathy Rain: The Director's Cut   | Windows, macOS, Nintendo Switch, Android, iOS                                                   | Clifftop Games                      |
| 2021 | Kingdom Two Crowns: Norse Lands  | Windows, macOS, Linux, Xbox One, Xbox Series X/S, PlayStation 4, Nintendo Switch, iOS, Android  | Fury Studios, Stumpysquid           |
| 2021 | Dream Cycle                      | Windows                                                                                         | Cathuria Games                      |
| 2021 | Wolfstride                       | Windows, Nintendo Switch                                                                        | OTA IMON Studios                    |
| 2022 | NORCO                            | Windows, macOS, Xbox One, Xbox Series X/S, PlayStation 4, PlayStation 5                         | Geography of Robots                 |
| 2022 | Dome Keeper                      | Windows, macOS, Linux                                                                           | Bippinbits                          |
| 2022 | Flat Eye                         | Windows, macOS                                                                                  | Monkey Moon                         |
| 2023 | Superfuse                        | Windows                                                                                         | Stitch Heads Entertainment          |
| 2023 | Tails: The Backbone Preludes     | Windows                                                                                         | EggNut                              |
| 2023 | GUN JAM                          | Windows                                                                                         | Jaw Drop Games                      |
| 2023 | Mr. Sun's Hatbox                 | Windows, macOS, Nintendo Switch                                                                 | Kenny Sun                           |
| 2023 | Cassette Beasts                  | Windows, Linux, Xbox One, Xbox Series X/S, Nintendo Switch, Android, iOS                        | Bytten Studio                       |
| 2023 | Friends vs Friends               | Windows                                                                                         | Brainwash Gang                      |
| 2023 | Kingdom Eighties                 | Windows, macOS, Linux, Xbox Series X/S, PlayStation 5, Nintendo Switch, Android, iOS            | Fury Studios                        |
| 2023 | Moonstone Island                 | Windows, macOS, Linux, Nintendo Switch                                                          | Studio Supersoft                    |
| 2023 | Pizza Possum                     | Windows, Xbox Series X/S, PlayStation 5, Nintendo Switch                                        | Cosy Computer                       |
| 2023 | American Arcadia                 | Windows                                                                                         | Out of the Blue Games               |
| 2024 | Snusmumriken: Mumindalens melodi | Windows, macOS, Xbox Series X/S, PlayStation 5, Nintendo Switch                                 | Hyper Games                         |
| 2024 | Zet Zillions                     | Windows                                                                                         | OTA IMON Studios                    |
| 2024 | Skald: Against the Black Priory  | Windows, macOS                                                                                  | High North Studios AS               |
| 2024 | Star Trucker                     | Windows, Xbox Series X/S                                                                        | Monster and Monster                 |
| 2024 | Ballionaire                      | Windows, Linux                                                                                  | newobject                           |
| 2025 | Post Trauma                      | Windows, Xbox Series X/S, PlayStation 5                                                         | Red Soul Games                      |
| 2025 | Knights in Tight Spaces          | Windows                                                                                         | Ground Shatter                      |
| 2025 | Blue Prince                      | Windows, macOS                                                                                  | Dogubomb                            |
| TBA  | Routine                          | Windows, Xbox One, Xbox Series X/S                                                              | Lunar Software                      |
| TBA  | My Work Is Not Yet Done          | Windows, macOS                                                                                  | Sutemi Productions                  |
| TBA  | Kathy Rain 2: Soothsayer         | Windows, macOS, Linux                                                                           | Clifftop Games                      |